# Vratislav Greško
Vratislav Greško [ˈvracisɫav ˈgrɛʃkɔ] (* 24. Juli 1977 in Tajov) ist ein ehemaliger slowakischer Fußballspieler.

## Karriere
Der Linksfuß begann seine Profikarriere beim FK Dukla Banská Bystrica. 1997 wechselte er zu Inter Bratislava, wo er bis 1999 spielte. Von 1999 bis Oktober 2000 spielte er in der deutschen Bundesliga bei Bayer 04 Leverkusen.
Für 5 Mio. Euro wechselte er noch während seiner zweiten Saison in die Serie A zu Inter Mailand. Obwohl er dort Stammspieler war, musste er 2002 die Mailänder verlassen. Eine unglückliche Rückgabe im letzten Spiel der Saison konnte ein gegnerischer Spieler zum Tor nutzen. Das Spiel ging schließlich verloren und Inter verlor das Meisterschaftsrennen, weshalb Greško zum Buhmann bei den Inter-Fans wurde.
Nachdem er in der darauffolgenden Saison in Italien beim AC Parma nur fünf Mal zum Einsatz gekommen war, wurde er im Januar 2003 an die Blackburn Rovers ausgeliehen, wo er ab der Saison 2003/04 vier Jahre lang fest blieb und anfangs sehr erfolgreich spielte. Ende 2004 warf ihn allerdings eine schwere Knieverletzung weit zurück. Nicht nur diese Saison war für ihn beendet, auch in der darauffolgenden Spielzeit kämpfte er mit Form und anhaltenden Beschwerden. In zwei Jahren kam er so nur sechs Mal zum Einsatz und bekam 2006 keinen neuen Vertrag mehr.
Im August 2006 kam dann der Kontakt mit dem Bundesligisten 1. FC Nürnberg zustande, der bereits seine Landsleute Marek Mintál und Róbert Vittek unter Vertrag genommen hatte. Im September unterschrieb Greško dort unter Berücksichtigung seiner Verletzung einen stark leistungsbezogenen Einjahresvertrag mit Option, um mit 29 Jahren noch einmal richtig ins Profigeschäft zurückzukehren. Im Oktober kam er als Einwechselspieler zu seinem ersten Bundesligaeinsatz für den Club.
Der 1. FC Nürnberg hat die Option, den Vertrag um weitere zwei Jahre zu verlängern, nicht gezogen und trennte sich von dem Slowaken, der daraufhin ablösefrei zu seinem alten Arbeitgeber Bayer 04 Leverkusen wechselte. Im Juni 2009 gab Bayer Leverkusen bekannt, dass Gresko den Verein mit unbekanntem Ziel verlassen wird. Seit März 2011 spielt er für ŽP Šport Podbrezová (Aufsteiger in die 2. Liga der Saison 2011/12 – zweithöchster Mannschaftswettbewerb der Slowakei), wo er im Juli 2011 einen Jahresvertrag bekommen hat.
Vratislav Greško spielt auf der linken Außenbahn. Eigentlich ist er gelernter Außenstürmer, wird aber meist im Mittelfeld aufgestellt und ist zudem auf der linken Abwehrseite einsetzbar.
Im Sommer 2015 endete seine aktive Spielerkarriere beim ZP Sport Podbrezova in der Slowakei.

## Erfolge
- Deutscher Vizemeister 2000 mit Bayer Leverkusen
- Deutscher Pokalsieger 2007 mit 1. FC Nürnberg